# Ireneusz z Sirmium
Ireneusz z Sirmium, (ur. ?, zm. 304) – święty katolicki, męczennik wczesnochrześcijański, biskup.
Był biskupem Sirmium. Padł ofiarą prześladowań chrześcijan. Represjonowany za wiarę został pobity, a następnie uwięziony i ścięty.

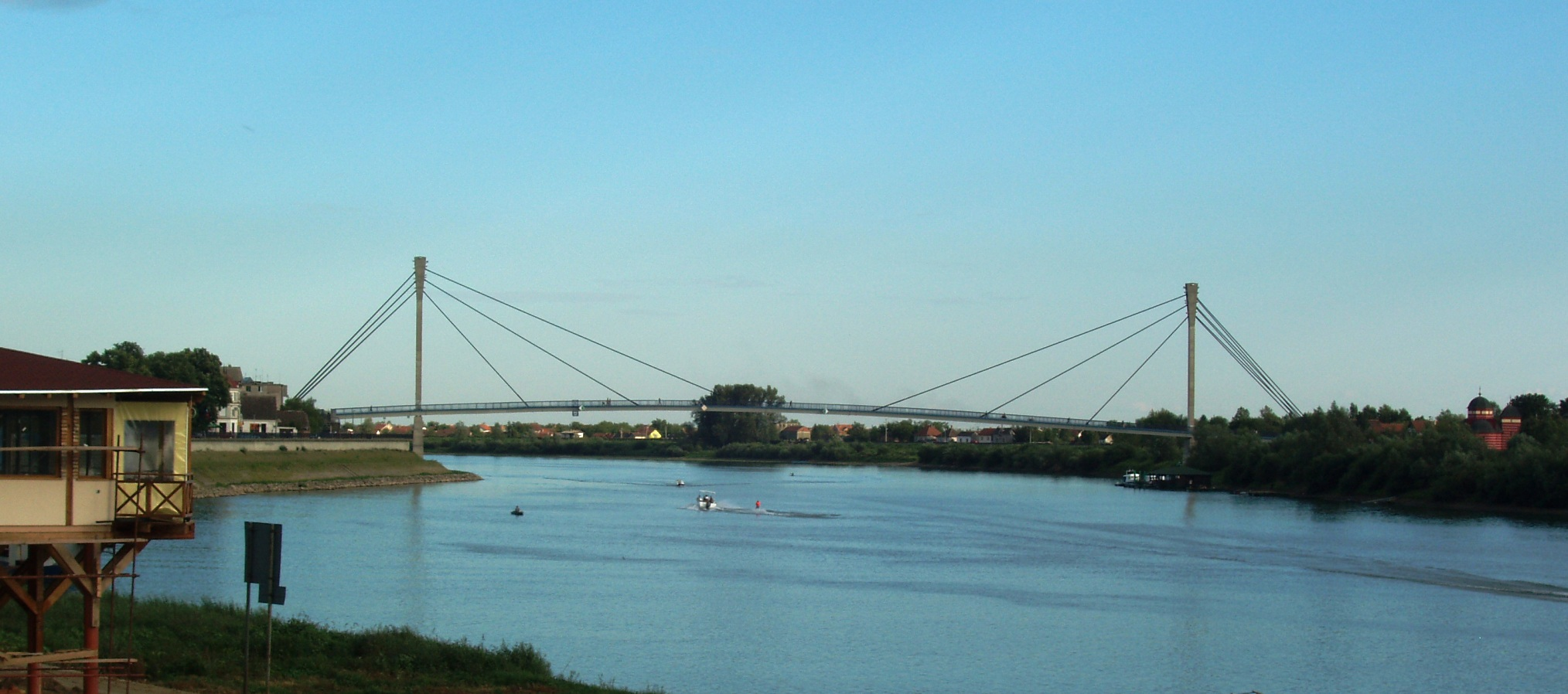
Most św. Ireneusza na Sawie

Jego wspomnienie w Kościele katolickim jako męczennika obchodzone jest 6 kwietnia.